# Nippononychus japonicus
Genre
Espèce
Synonymes
- Peltonychia japonica Miyoshi, 1957

Nippononychus japonicus, unique représentant du genre Nippononychus, est une espèce d'opilions laniatores de la famille des Paranonychidae.

## Distribution
Cette espèce est endémique du Japon. Elle se rencontre à Shikoku et dans le Sud de Honshū.

## Description
Le mâle holotype mesure 2,1 mm et la femelle paratype 3 mm, les mâles mesurent de 2 à 2,3 mm et les femelles de 2,8 à 3 mm.

## Systématique et taxinomie
Cette espèce a été décrite sous le protonyme Peltonychia japonica par Suzuki en Miyoshi, 1957. Elle est placée dans le genre Nippononychus par Suzuki en 1975.

## Publications originales
- Miyoshi, 1957 : « Eine bemerkenswerte neue Art von Travuniidae (Opiliones- Laniatores). » Acta Arachnologica, vol. 14, no 2, p. 63–66 (texte intégral).
- Suzuki, 1975 : « The harvestmen of family Triaenonychidae in Japan and Korea (Travunoidea, Opiliones, Arachnida). » Journal of Science of the Hiroshima University, vol. 26, no 1, p. 65–101.